# Sloupy a pilíře se sochami světců na Broumovsku a Policku
Sloupy a pilíře se sochami světců na Broumovsku a Policku jsou sochařské památky církevního charakteru, které se nacházejí na Broumovsku a Policku, tedy v severní části okresu Náchod. Vznikaly především v období 17. až 19. století a jsou roztroušeny ve městech a vesnicích, kde zdobí náměstí, návsi a okolí kostelů, i podél současných či minulých cest, kde působí jako významný krajinotvorný prvek. Často jsou součástí stromořadí či jsou obklopeny skupinkami stromů.

## Námět a historie

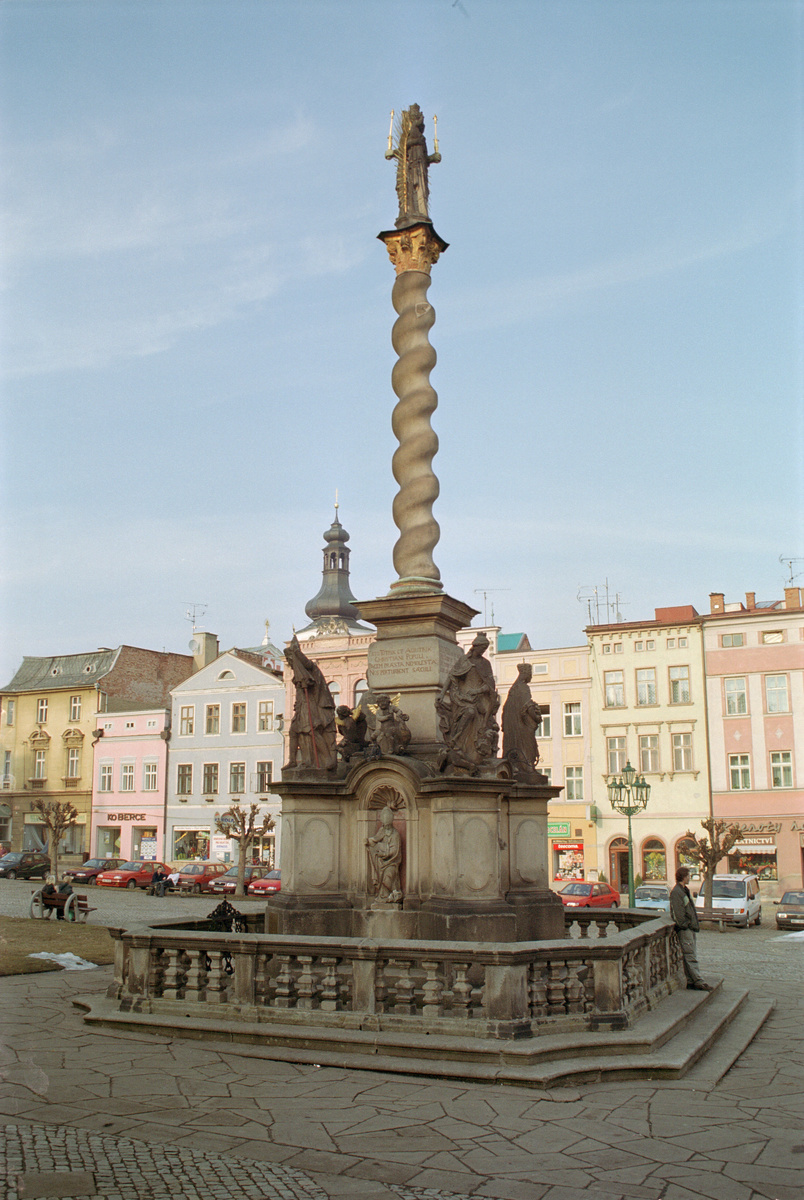
Mariánský sloup v Broumově

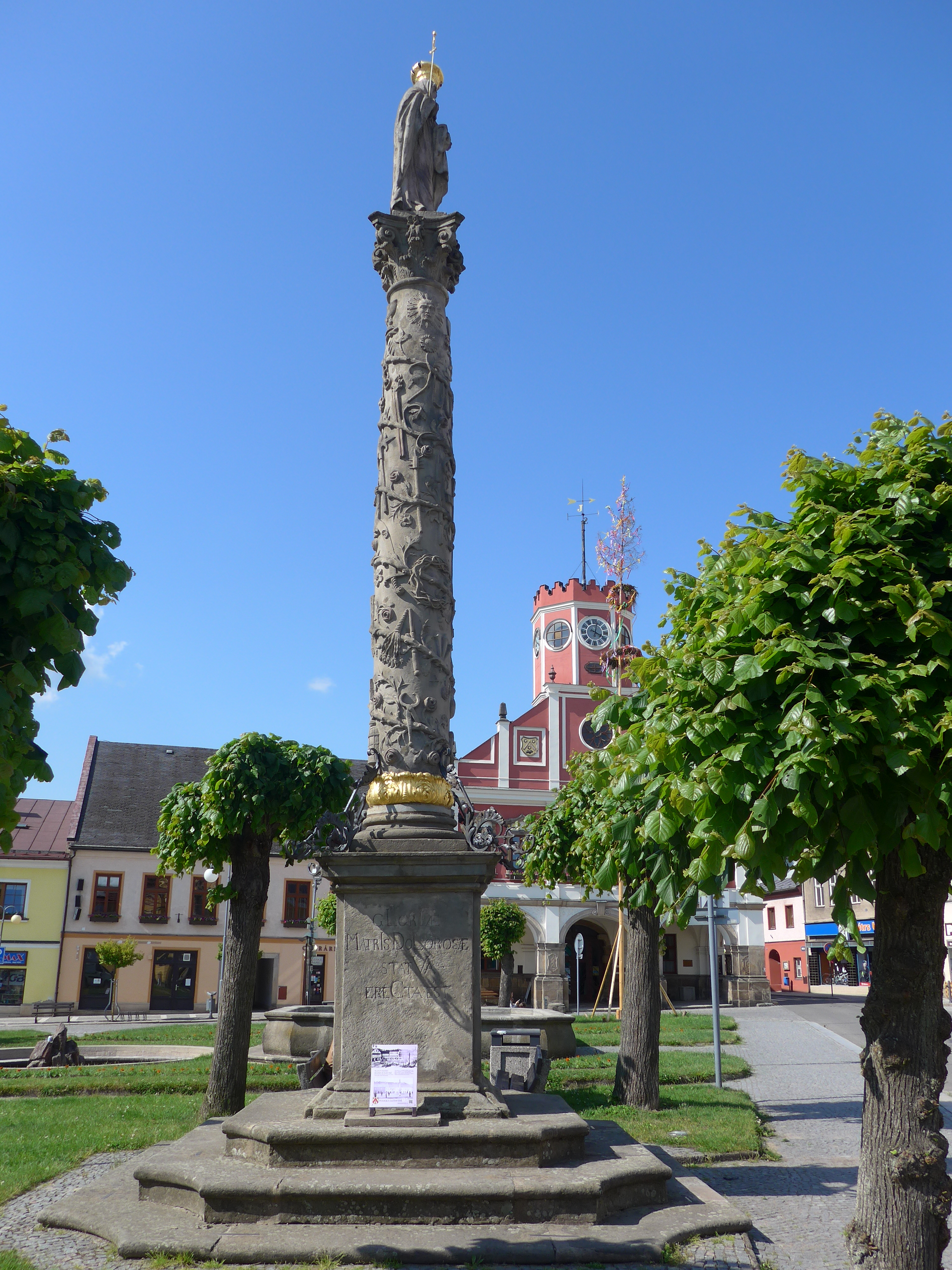
Sloup s P. Marií Bolestnou v Polici n. Metují

Vzorem pro tyto objekty byla barokní sochařská výzdoba kostelů a jejich okolí. Svůj nepochybný význam měly mariánské sloupy (statue) v centru Broumova i Police nad Metují. Nejčastěji zpodobeným námětem byla Panna Maria jako Immaculata (neposkvrněná), Madona (s dítětem), Panna Maria Bolestná (vyjadřující smutek nad Kristovou smrtí) či Nanebevzetí Panny Marie. Dalším námětem byla Nejsvětější Trojice, často s korunováním Panny Marie, či Kristovo ukřižování (Boží muka). Zobrazení dalších světců jsou méně častá – např. svatý Jan Nepomucký, svatý Václav, svatý Vojtěch, svatý Florián a další.
Ve vazbě na své vzory jsou sochy, sloupy i pilíře v barokním slohu. Pouze v dílčích případech pronikla do tvarování pilířů rokoková ornamentika.
V centru měst vznikaly na náměstích mariánské sloupy, jejichž objednatelem byly obce za přispění majetných měšťanů, vrchnosti nebo veřejných sbírek. V Broumově a Polici nad Metují byly mariánské sloupy pořízeny nákladem břevnovsko-broumovského kláštera. Menší venkovské sloupy a pilíře se sochami zpravidla pořizovaly soukromé osoby, nejčastěji mlynáři a bohatí sedláci.
Autorství většiny objektů nebylo určeno. Pouze nejvýznamnější statue, např. v Broumově a Polici nad Metují, mají známého hlavního autora, kterým je Jan Brokoff.

## Tvarosloví a materiál
Sochy světců, případně další církevní objekty jsou neseny sloupy nebo pilíři, čímž se rozumí monumentální sochařská památka, u které výškový rozměr rozličně tvarované podpory je větší než vertikální rozměr neseného břemene. Sloupy nesoucí sochy světců jsou často tordované (ve tvaru šroubovice). Typickým a inspirujícím vzorem byl Mariánský sloup v Broumově. Sloupy mohou být také zdobeny reliéfy (na způsob Trajánova sloupu v Římě). Sloup s P. Marií Bolestnou tak zobrazuje nástroje Kristova umučení.
Nižší objekty mají tvar pilíře, na kterém stojí socha světce. Samotné pilíře jsou zdobeny ornamenty a reliéfy světců a doprovázeny dedikačními nápisy. Světci zobrazení na pilířích nemají často přímý vztah k hlavnímu námětu. V některých případech jde podle darovacího nápisu o zpodobení patrona/patronky objednatele.
Materiál soch i sousoší byl místní sochařsky zpracovatelný kámen – pískovec, zejména z Božanova, případně z Libné. Jde o materiál odolný vůči zvětrávání. Ornamenty na pilířích, na rozdíl od jiných oblastí, mají měkčí zpracování, což vyplývalo z charakteru místního pískovce, který neumožňoval vytvářet ostré hrany,
Objekty byly původně polychromované, což bylo zjištěno při restaurování a zjištěné vrstvy byly zdokumentovány. Polychromie zvyšovala v barokní době estetický účinek sochařského díla a navíc chránila před vlivy povětrnosti. Obnova celkové polychromie se dnes při restaurování neprovádí. Barokní sochy ve volném prostoru vlivem počasí svou polychromii ztratily a jsou dnes vnímány především díky svému sochařskému ztvárnění. Obnovení původní polychromie by tak působilo rušivě (obdobný případ jsou i dochované antické sochy). Pokud jsou i dnes sochy polychromované, jde o buď o novodobé zlacení, zejména kovových částí, nebo o neodborně provedené nátěry.
Řada těchto památek se dochovala díky kvalitnímu materiálu v uspokojivém stavu, některé z nich byly restaurovány. U některých pilířů dnes chybí kamenná socha či kříž. Ty pak byly nahrazeny železnými nebo litinovými prvky.

## Fotogalerie

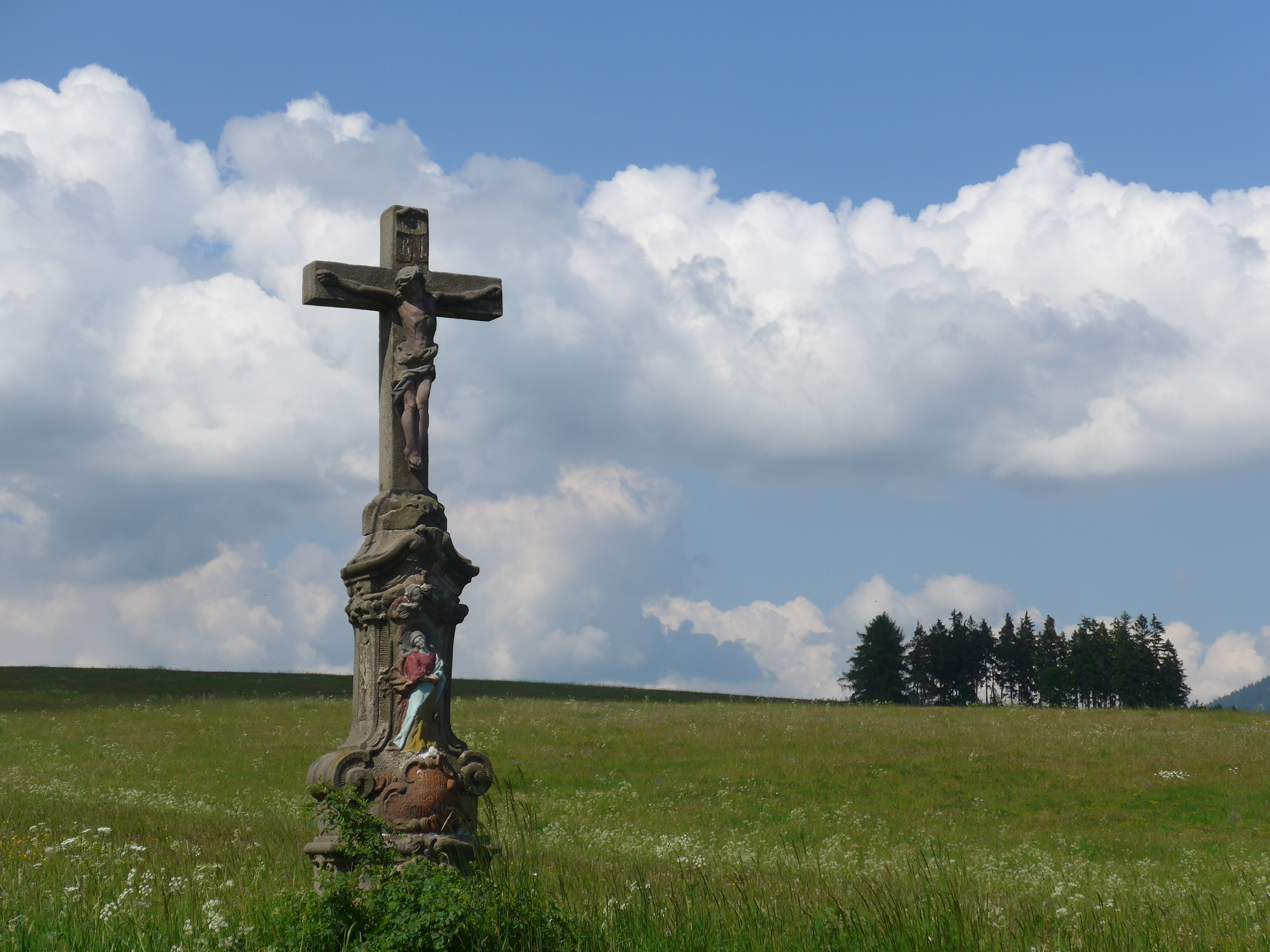
Boží muka, Vernéřovice
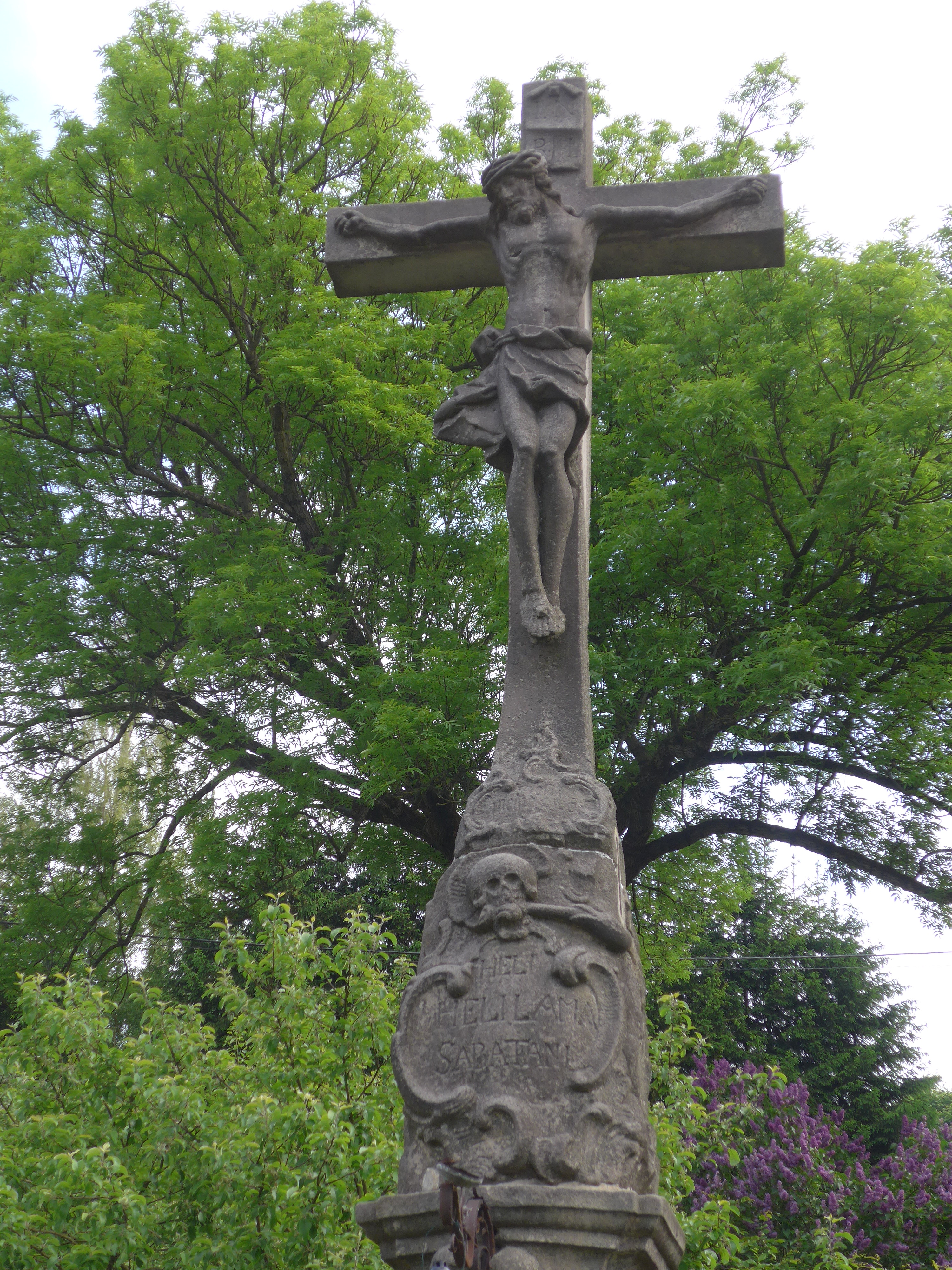
Boží muka, Lachov (1781)
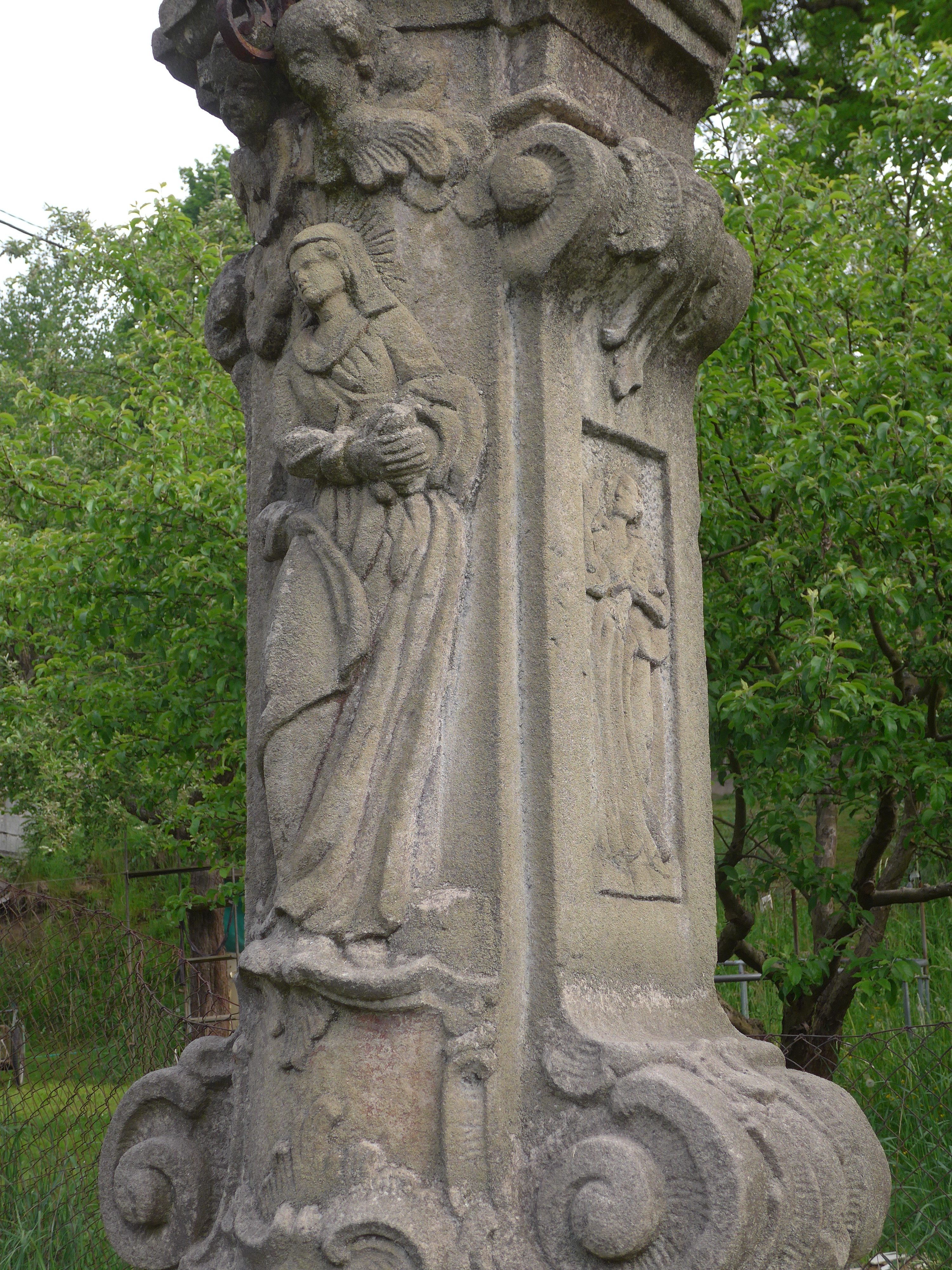
Boží muka, Lachov, detail pilíře se sv. Maří Magdalenou
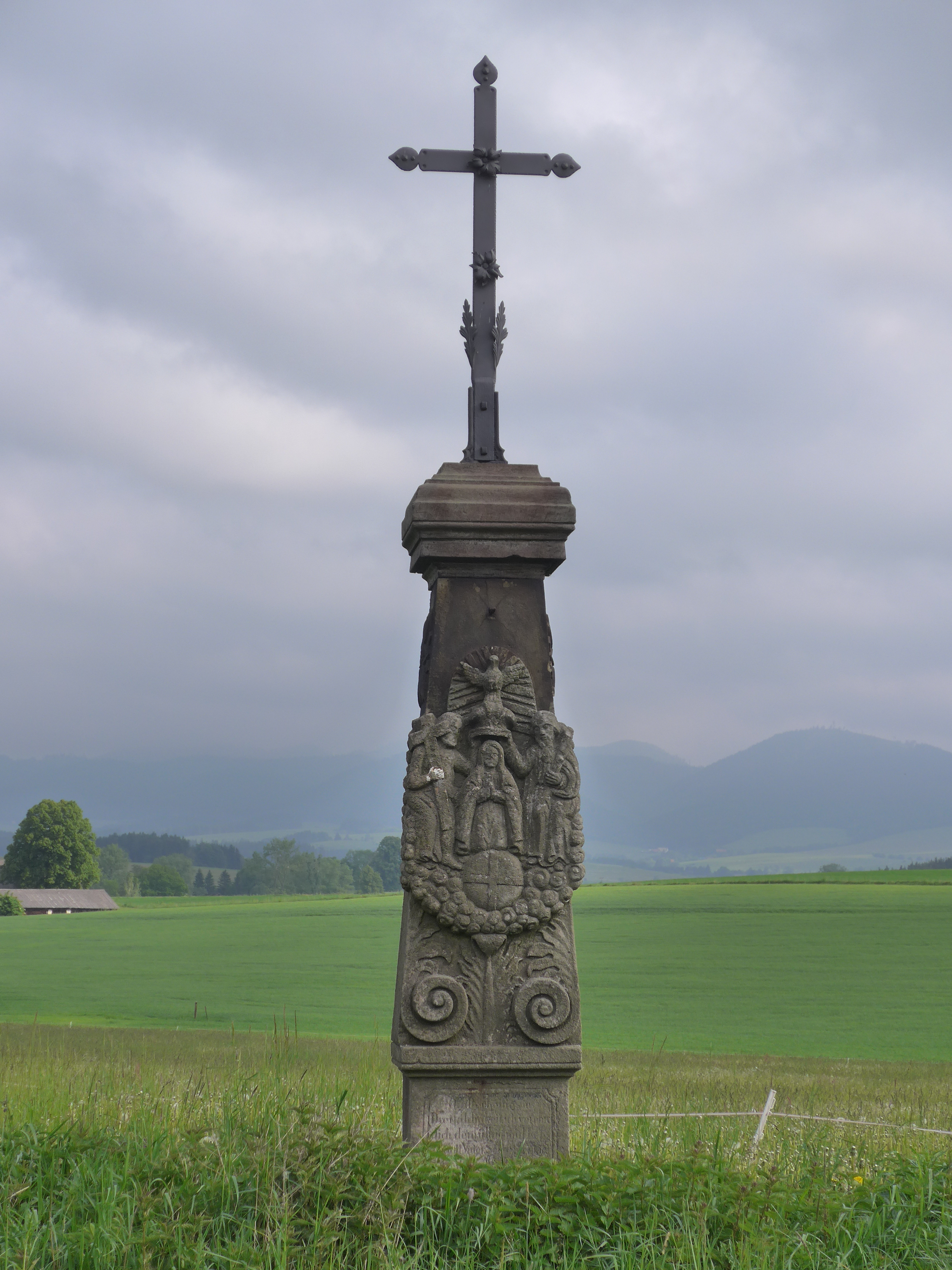
Kříž s korunováním Panny Marie, Jetřichov
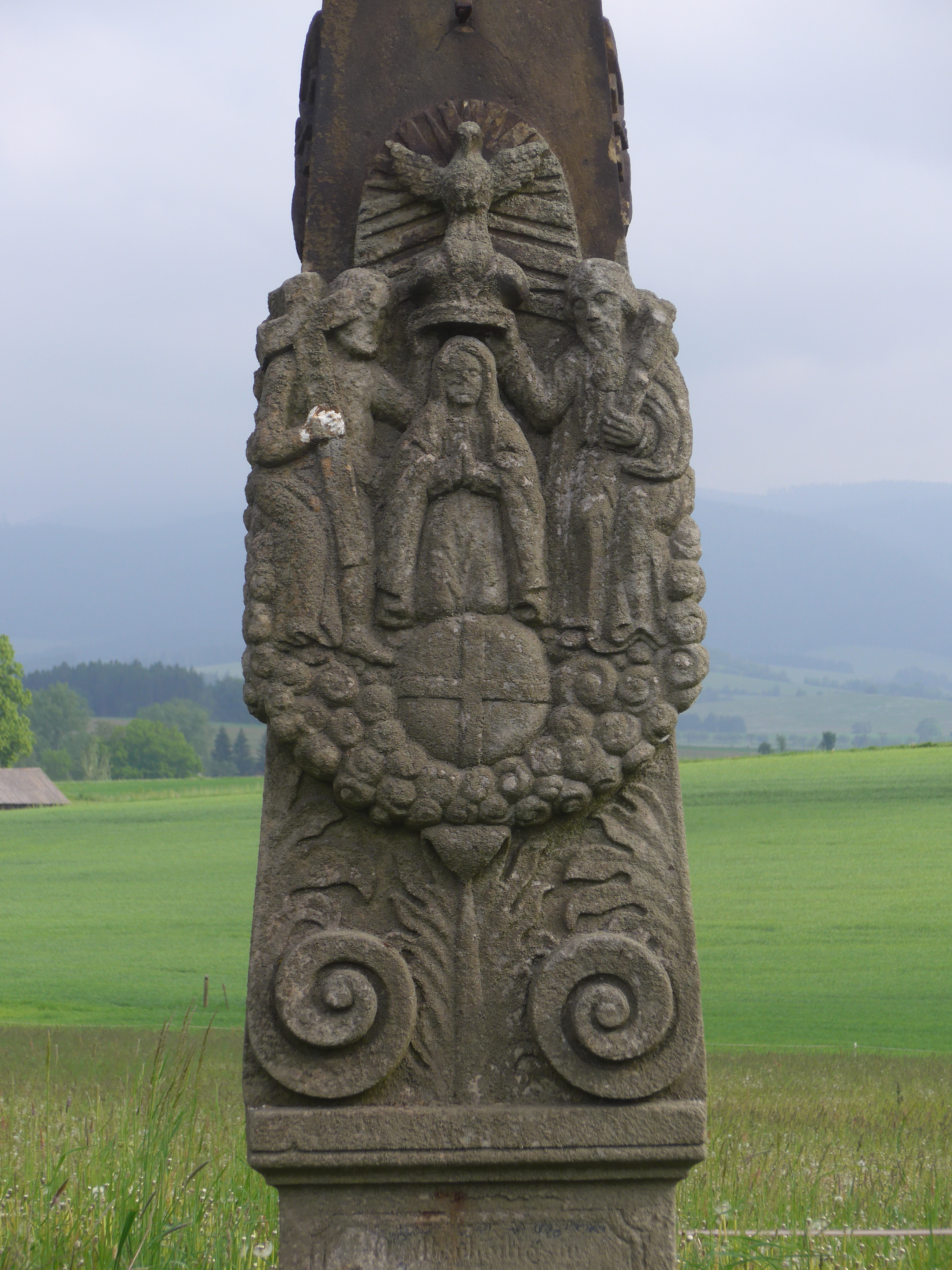
Kříž s korunováním P. Marie, Jetřichov, detail pilíře
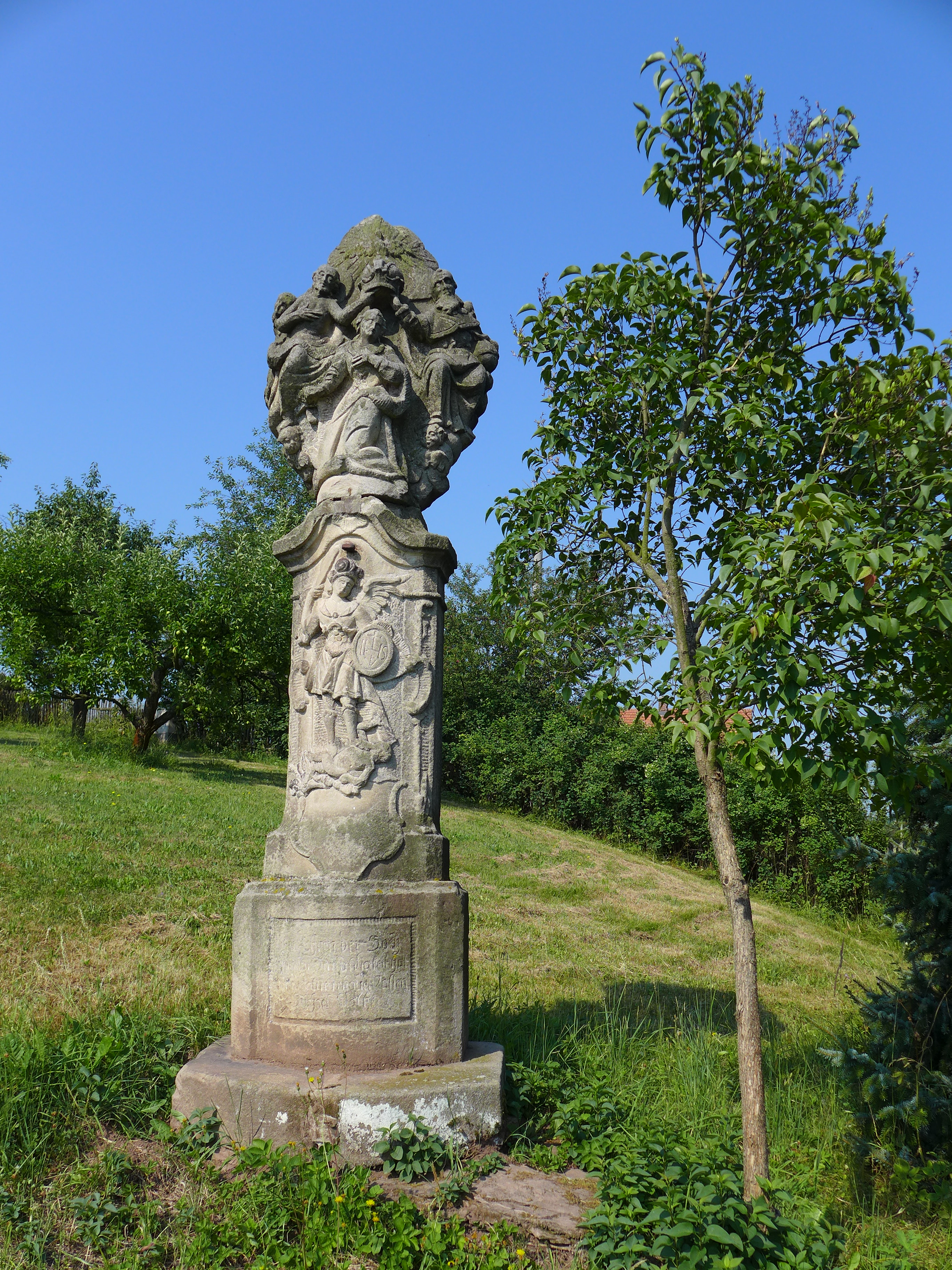
Pilíř se sousoším Nejsvětější Trojice a Korunováním Panny Marie (1798), Hejtmánkovice
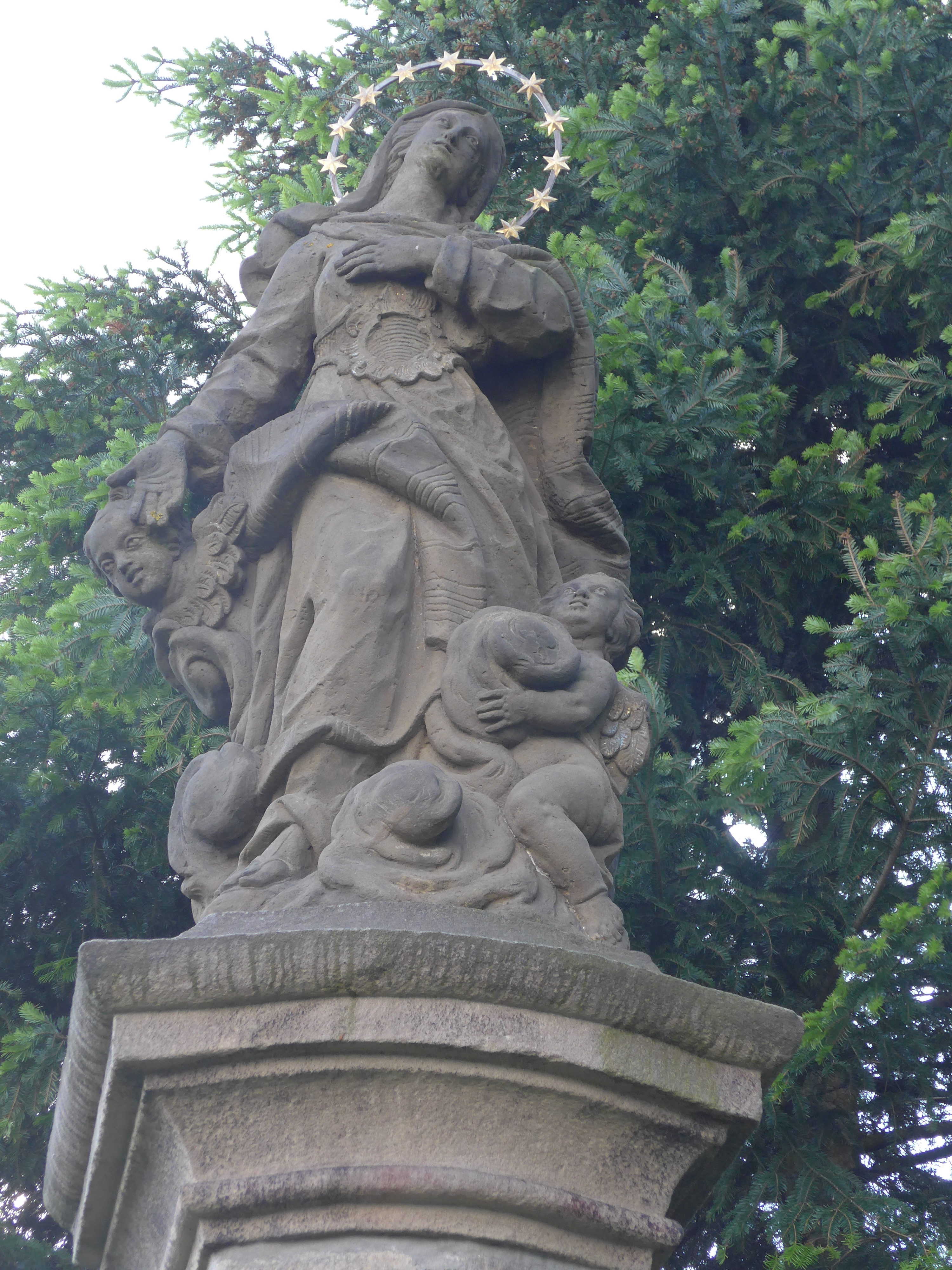
Nanebevzetí Panny Marie, Police n. Metují
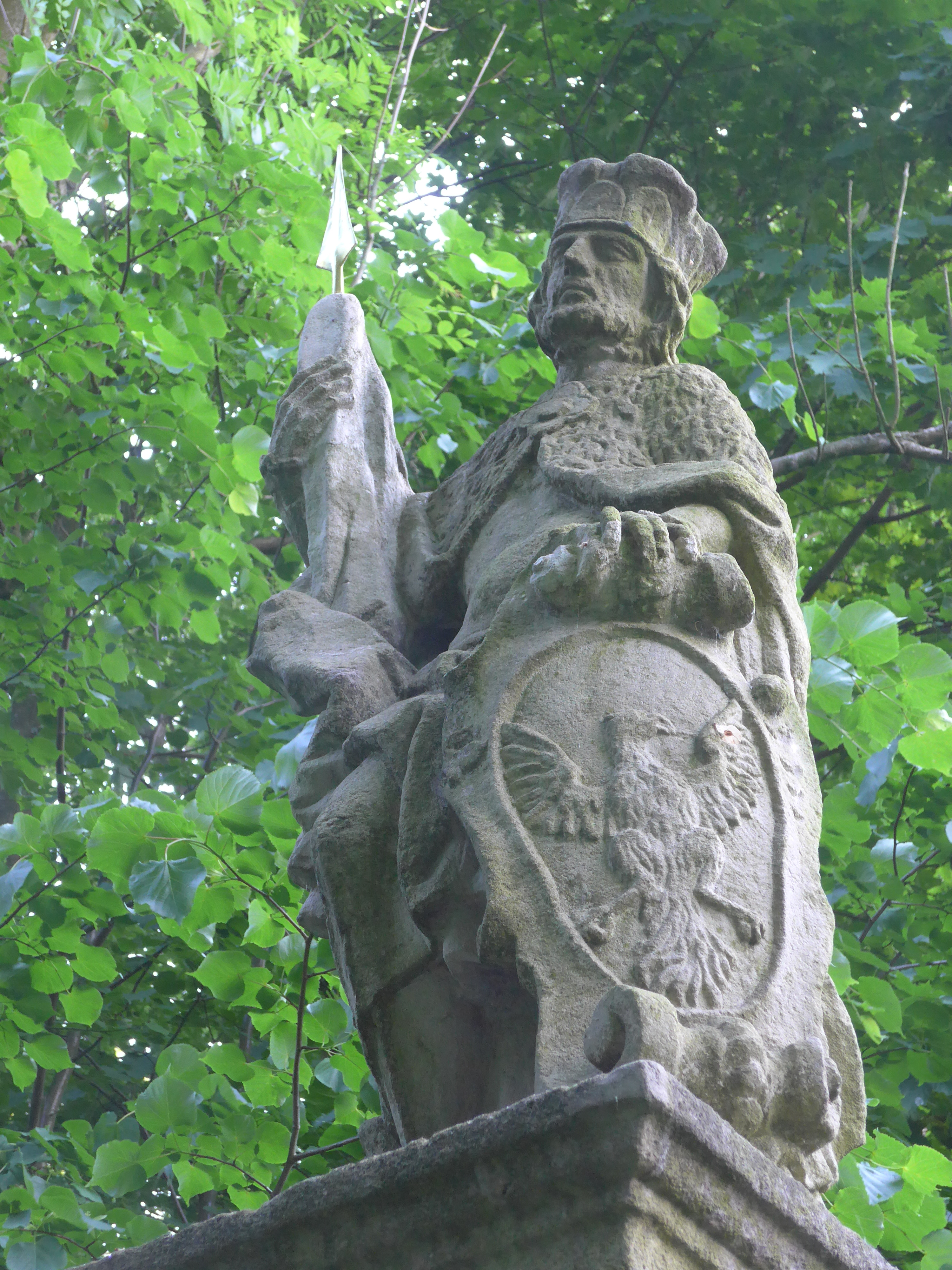
Pilíř se sochou sv. Václava (1734), Police n. Metují
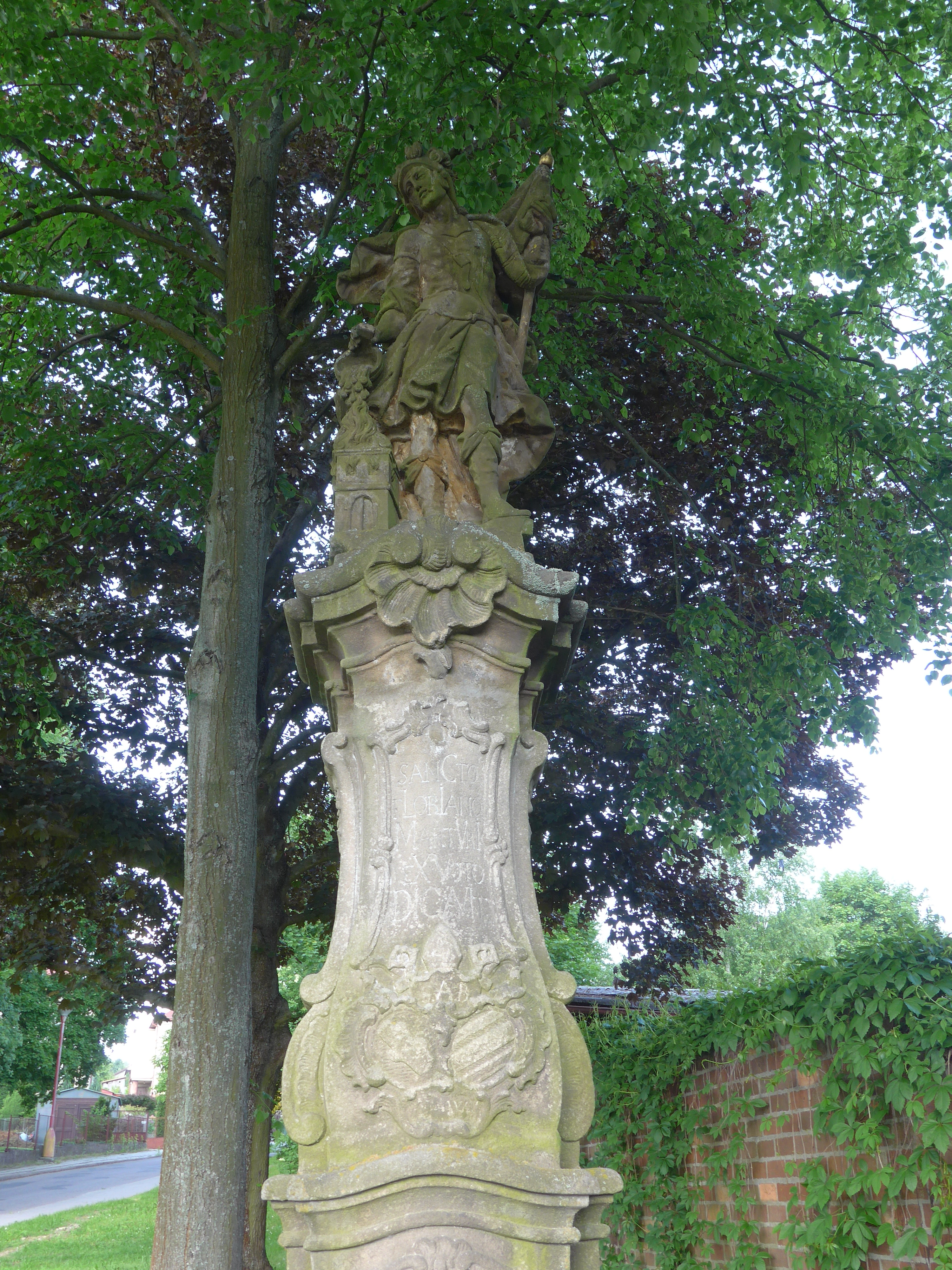
Pilíř se sochou sv. Floriána, Police n. Metují
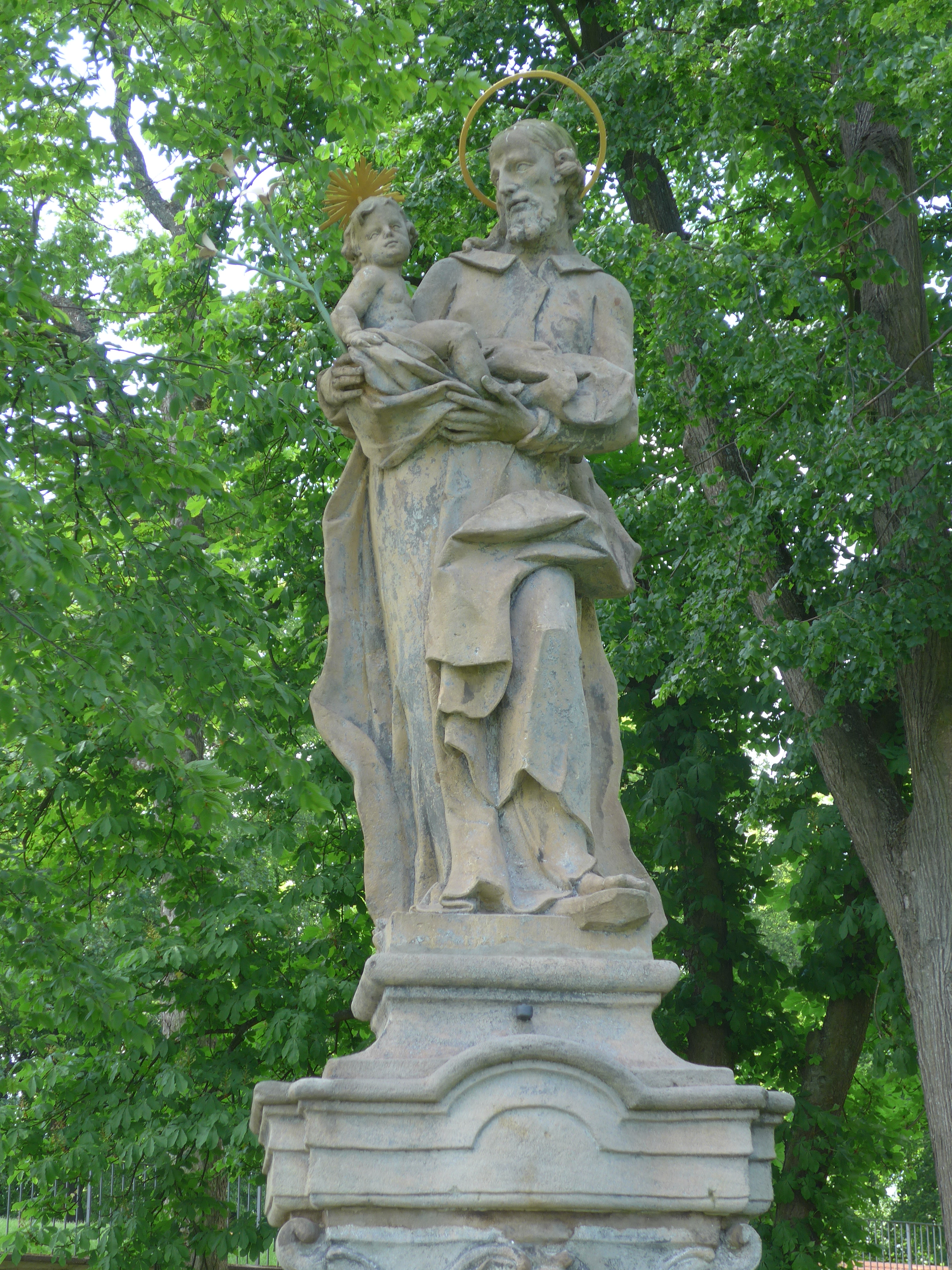
Sv. Josef s Ježíškem, Broumovský klášter, zahrada
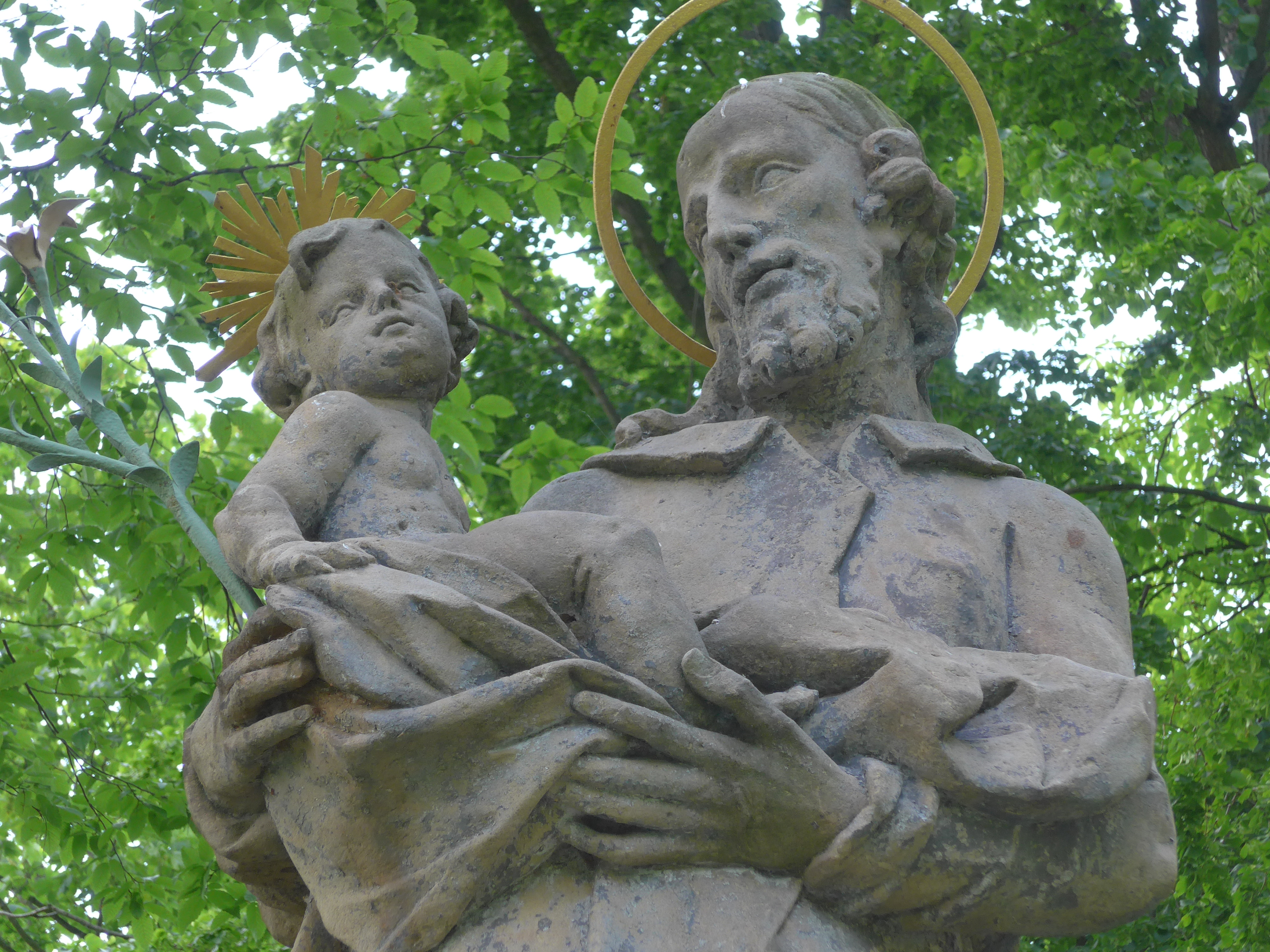
Sv. Josef s Ježíškem, detail, Broumovský klášter, zahrada